# Nikken Sekkei
Nikken Sekkei (日 建 設計) è uno studio di architettura, progettazione e ingegneria giapponese, fondata nel 1900 con sede a Chiyoda, Tokyo.
Nel 2017 la società è stata classificata come il secondo studio di architettura più grande al mondo.

## Opere
- Tokyo Tower Tokyo Tower (1958)
- Cairo Opera House (1988)
- Tokyo Sky Tree

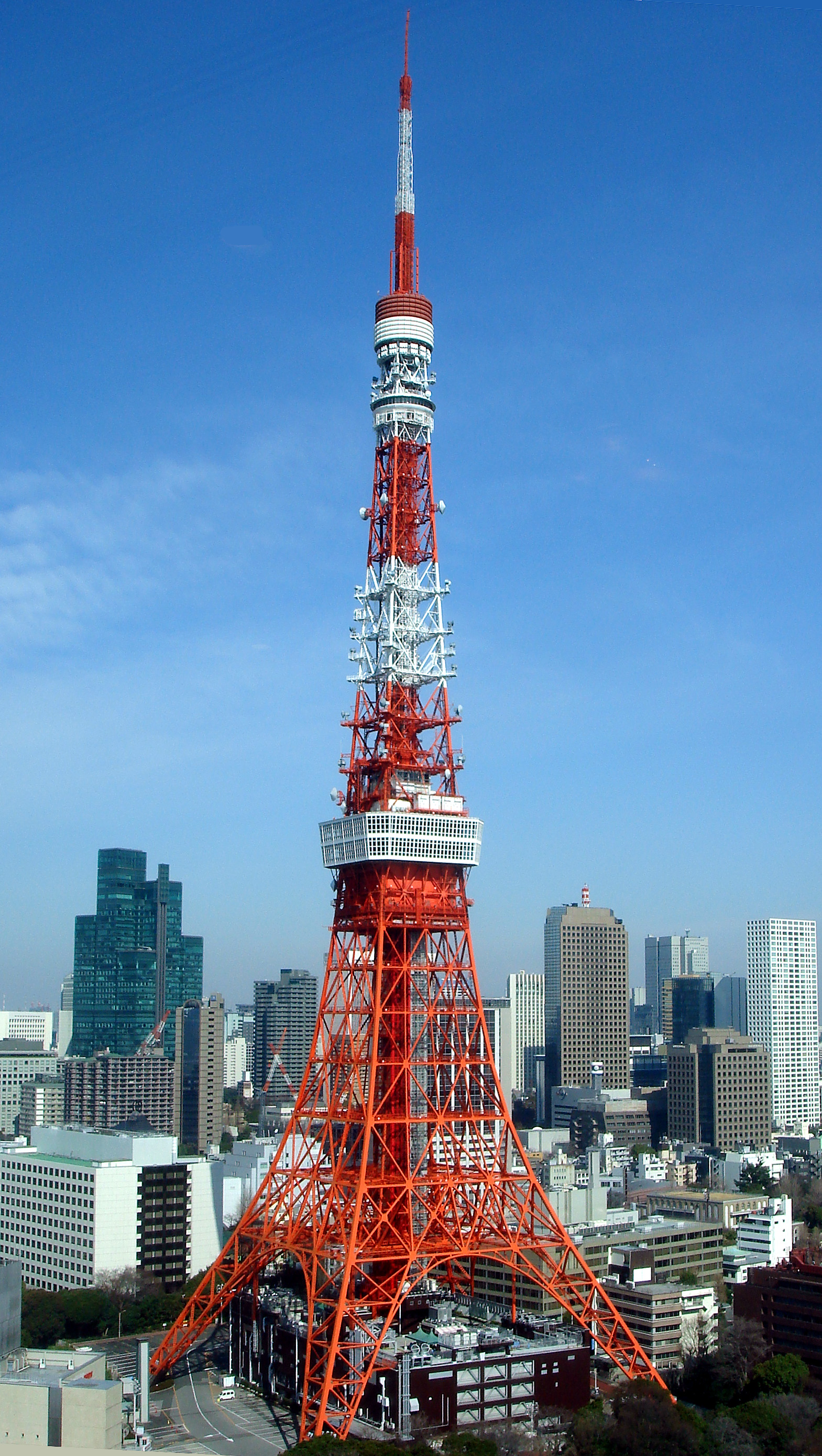
Tokyo Tower

- Aeroporto Internazionale del Kansai
- Bunkyō Civic Center
- Aomori Prefecture Tourist Center
- Ariake Gymnastics Centre (2019)